# جبل سيمبو
جبل سيمبو (بالإندونيسية: Gunung Sempu) يقع في الذراع الشمالي من سولاوسي في إندونيسيا، يحتوي الجبل على 3 كيلومترات من كالديرا. تم تشكيل بحيرة بركانية تسمى كواه ماسم في الجنوب الغربي من كالديرا، وتحتوي على بحيرة فوهة البركان. تم استخراج رواسب الكبريت من البحيرة البركانية منذ عام 1938. ومع ذلك فإن السجلات التاريخية غير معروفة من البركان.